# Benedekfű
A benedekfű (Cnicus benedictus) az őszirózsafélék (Asteraceae) vagy (Compositae) családjába tartozó növény, a Cnicus nemzetség egyetlen faja. Népies nevei: áldott bogáncs, keserű bogáncs, áldottfű, áldott bárcs, áldott haloványka, pápafű.

## Elterjedése, élőhelye
A Földközi-tenger keleti medencéjéből terjedt el. Magyarországra (és egész Európába) a bencés szerzetesek hozták Itáliából, és sokáig a kolostorkertekben termesztették.

## Jellemzői
Mediterrán vidékeken máig vadon élő, egyéves növény.
Fél méter magasra nő, szára ötélű, elágazó, alsó része érdes és mirigyszőrökkel borított. Levelei alul nyelesek, feljebb ülők, hosszúak, szeldeltek, lándzsa alakúak és tüskések. Fészekvirágzata sárga, termése bóbitás kaszat. Június-júliusban virágzik.

## Beltartalmi anyagai
Szeszkviterpén laktonokat (knicint, artemizifolint), lignánokat, nyálkát, cseranyagot, gyantát, nikotinsavat, szalonitenoidot, artemizifolint, kálium- és magnéziumsókat, nyomokban illóolajat tartalmaz.
Drogja virágos leveles hajtása (Cardui benedicti herba).
Kaszattermése szappangyártásra alkalmas zsírosolajat is tartalmaz.

## Felhasználása
A hajtásdroghoz virágzása kezdetén takarítják be.
Gyógyászati célokra oldalhajtásait és felső 30–40 cm hosszú virágos, leveles részét szedik. Árnyékos helyen kell szárítani, mert a napfényre érzékeny; azon hamar kifakul. Egy kilogramm szárítmányhoz 5 kilogramm nyers növény kell.
Jó emésztés- és étvágyjavító hatású szer. Fokozza a gyomorsav elválasztását, az epefunkciót is előnyösen befolyásolja. A népi gyógyászatban epehajtóként alkalmazzák. 
Túladagolása émelygést, gyomorgörcsöt, hányást okozhat.
A XVI. században tévesen azt gondolták, hogy a pestis gyógyítására alkalmas.
Rendkívül keserű; ezt a likőriparban használják ki (gyomorkeserűk gyártásánál).